# Louise Jones
Pour les articles homonymes, voir Jones.
Louise Jones, née le 8 juin 1963 à Chatham, est une coureuse cycliste professionnelle galloise.

## Palmarès sur route

### Jeux Olympiques
- 1992 Barcelone
  - 40e de la course en ligne

### Championnats du monde
- 1991 Stuttgart
  - 50e de la course en ligne

### Par années
- 1991
  - Cheshire Classic Road Race
- 1998
  - 2e des championnats de Grande-Bretagne de cyclisme sur route
- 1999
  - TQ Paper 2 Day
  - 1re étape de TQ Paper 2 Day

## Palmarès sur piste

### Jeux Olympiques
- 1988 Séoul
  - 7e de la vitesse

### Championnats d'Europe
- 1999
  - 10e de championnat d'Europe de l'omnium endurance

### Commonwealth Games
- 1990
  -  Médaille d'Or de la vitesse

### Championnats nationaux
- 1990
  -  Championne de vitesse
  -  Championne du 1 kilomètre
- 1991
  -  Championne de vitesse
  -  Championne du 1 kilomètre
- 1992
  -  Championne de la poursuite
  -  Championne du 1 kilomètre
- 1999
  - 3e du scratch